# New Orleans VooDoo
Die New Orleans VooDoo waren ein Arena-Football-Team aus New Orleans (Louisiana), das in der Arena Football League (AFL) spielte. Ihre Heimspiele trugen die VooDoo im Smoothie King Center aus.

## Geschichte
Die VooDoo wurden 2003 gegründet und starteten 2004 in der AFL. Sie waren die zweite Arena-Football-Mannschaft in New Orleans nach den New Orleans Night, die zwischen 1991 und 1992 in der AFL spielten. 
Der Zuschauerzuspruch des Franchise war bis zur vorübergehenden Auflösung der AFL 2009 immens (zwischen 2004 und 2008 über 15.000 pro Spiel). Und das, obwohl man in dieser Zeit nur ein einziges Mal die Playoffs erreichte.
2006 mussten die VooDoo notgedrungen den Spielbetrieb für eine Saison niederlegen. Der Hurrikan Katrina beschädigte die Arena der VooDoo derart, dass eine Spielzeit unmöglich war. Fünfzehn der Spieler, die noch einen gültigen Vertrag hatten, wechselten zu den neu gegründeten Kansas City Brigade.
Als die AFL 2009 für eine Saison pausierte, gaben die VooDoo bekannt, wie so viele andere Franchises in diesem Jahr, sich aufzulösen.
Die Eigentümer des AFL-Teams der Bossier-Shreveport Battle Wings entschlossen sich nach der Saison, 2010 das Franchise umziehen zu lassen. So kam es, dass sie jegliche Namensrechte sowie Statistiken und Maskottchen aufkauften und die New Orleans VooDoo wieder auferstanden ließen.
In den kommenden fünf Jahren wurden nur ein Mal die Playoffs erreicht. Nach der Saison 2015 verkündeten die Eigentümer, die Mannschaft endgültig aufzulösen.

## Saisonstatistiken
| Jahr | Team                                                                | Liga                                                                | S                                                                   | N                                                                   | Playoffs erreicht                                                   | Playoffrunde                                                        |
| ---- | ------------------------------------------------------------------- | ------------------------------------------------------------------- | ------------------------------------------------------------------- | ------------------------------------------------------------------- | ------------------------------------------------------------------- | ------------------------------------------------------------------- |
| 2004 | New Orleans VooDoo                                                  | AFL                                                                 | 11                                                                  | 5                                                                   | ja                                                                  | N Viertelfinale gg. Colorado Crush 44:47                            |
| 2005 | New Orleans VooDoo                                                  | AFL                                                                 | 9                                                                   | 7                                                                   | nein                                                                |                                                                     |
| 2006 | Durch Hurricane Kathrina haben VooDoo für eine Spielzeit ausgesetzt | Durch Hurricane Kathrina haben VooDoo für eine Spielzeit ausgesetzt | Durch Hurricane Kathrina haben VooDoo für eine Spielzeit ausgesetzt | Durch Hurricane Kathrina haben VooDoo für eine Spielzeit ausgesetzt | Durch Hurricane Kathrina haben VooDoo für eine Spielzeit ausgesetzt | Durch Hurricane Kathrina haben VooDoo für eine Spielzeit ausgesetzt |
| 2007 | New Orleans VooDoo                                                  | AFL                                                                 | 5                                                                   | 11                                                                  | nein                                                                |                                                                     |
| 2008 | New Orleans VooDoo                                                  | AFL                                                                 | 8                                                                   | 8                                                                   | nein                                                                |                                                                     |
| 2009 | AFL setzte Spielbetrieb in dem Jahr aus                             | AFL setzte Spielbetrieb in dem Jahr aus                             | AFL setzte Spielbetrieb in dem Jahr aus                             | AFL setzte Spielbetrieb in dem Jahr aus                             | AFL setzte Spielbetrieb in dem Jahr aus                             | AFL setzte Spielbetrieb in dem Jahr aus                             |
| 2010 | VooDoo haben an keinem Spielbetrieb teilgenommen                    | VooDoo haben an keinem Spielbetrieb teilgenommen                    | VooDoo haben an keinem Spielbetrieb teilgenommen                    | VooDoo haben an keinem Spielbetrieb teilgenommen                    | VooDoo haben an keinem Spielbetrieb teilgenommen                    | VooDoo haben an keinem Spielbetrieb teilgenommen                    |
| 2011 | New Orleans VooDoo                                                  | AFL                                                                 | 3                                                                   | 15                                                                  | nein                                                                |                                                                     |
| 2012 | New Orleans VooDoo                                                  | AFL                                                                 | 8                                                                   | 10                                                                  | ja                                                                  | N Viertelfinale gg. Philadelphia Soul 53:66                         |
| 2013 | New Orleans VooDoo                                                  | AFL                                                                 | 5                                                                   | 13                                                                  | nein                                                                |                                                                     |
| 2014 | New Orleans VooDoo                                                  | AFL                                                                 | 3                                                                   | 15                                                                  | nein                                                                |                                                                     |
| 2015 | New Orleans VooDoo                                                  | AFL                                                                 | 3                                                                   | 14                                                                  | nein                                                                |                                                                     |

## Zuschauerentwicklung
| Jahr | Team                                                                | Zuschauerdurchschnitt                                               |
| ---- | ------------------------------------------------------------------- | ------------------------------------------------------------------- |
| 2004 | New Orleans VooDoo                                                  | 15.240                                                              |
| 2005 | New Orleans VooDoo                                                  | 15.338                                                              |
| 2006 | Durch Hurricane Kathrina haben VooDoo für eine Spielzeit ausgesetzt | Durch Hurricane Kathrina haben VooDoo für eine Spielzeit ausgesetzt |
| 2007 | New Orleans VooDoo                                                  | 16.645                                                              |
| 2008 | New Orleans VooDoo                                                  | 14.321                                                              |
| 2009 | AFL setzte Spielbetrieb in dem Jahr aus                             | AFL setzte Spielbetrieb in dem Jahr aus                             |
| 2010 | VooDoo haben an keinem Spielbetrieb teilgenommen                    | VooDoo haben an keinem Spielbetrieb teilgenommen                    |
| 2011 | New Orleans VooDoo                                                  | 8.153                                                               |
| 2012 | New Orleans VooDoo                                                  | 6.113                                                               |
| 2013 | New Orleans VooDoo                                                  | 4.969                                                               |
| 2014 | New Orleans VooDoo                                                  | 5.504                                                               |
| 2015 | New Orleans VooDoo                                                  | 4.066                                                               |